# Пале, Аруна
Аруна Пале (фр. Harouna Palé; род. 16 августа 1957, Республика Верхняя Вольта) — легкоатлет из Буркина-Фасо, специалист по бегу на короткие дистанции. Выступал на профессиональном уровне в 1980-х и 1990-х годах, победитель и призёр ряда крупных международных стартов, участник двух летних Олимпийских игр.

## Биография
Аруна Пале родился 16 августа 1957 года (по другим данным — 1955 года).
Впервые заявил о себе на международном уровне в сезоне 1980 года, когда вошёл в состав национальной сборной Республики Верхняя Вольта и выступил на соревнованиях в Абиджане, где в беге на 100 метров выиграл бронзовую медаль и установил свой личный рекорд — 10,42.
Будучи студентом, в 1983 году представлял страну на Всемирной Универсиаде в Эдмонтоне — дошёл до полуфинала в дисциплине 100 метров и до четвертьфинала в дисциплине 200 метров. Стартовал в 100-метровом беге на впервые проводившемся чемпионате мира по лёгкой атлетике в Хельсинки, здесь остановился на предварительном квалификационном этапе.
В 1985 году в беге на 100 метров одержал победу во французском Коломбе.
В 1986 году на чемпионате Франции в Экс-ле-Бен установил свой личный рекорд в беге на 200 метров на открытом стадионе — 20,93.
В 1987 году в 200-метровой дисциплине дошёл до полуфинала на чемпионате мира в помещении в Индианаполисе, установив при этом личный рекорд в помещении — 21,95. Также в этом сезоне дошёл до четвертьфиналов на дистанциях 100 и 200 метров на чемпионате мира в Риме.
Благодаря череде удачных выступлений в 1988 году удостоился права защищать честь страны на летних Олимпийских играх в Сеуле — в дисциплине 100 метров не смог пройти дальше предварительного квалификационного этапа, тогда как в дисциплине 200 метров остановился на стадии четвертьфиналов.
В 1992 году принимал участие в Олимпийских играх в Барселоне — на предварительном квалификационном этапе бега на 200 метров показал время 21,65, чего оказалось недостаточно для выхода в следующую стадию соревнований.
В 1994 году бежал 100 и 200 метров на Играх франкофонов в Бондуфле.